# Scopaegorgia
Scopaegorgia is een geslacht van neteldieren uit de klasse van de Anthozoa (bloemdieren).

## Soort
- Scopaegorgia liouvillei (Gravier, 1913)